# Joast Hiddes Halbertsma
Joast Hiddes Halbertsma (Grou, Boarnsterhim, 23 d'octubre de 1789 - Deventer, 27 de febrer de 1869) fou un escriptor i filòleg frisó, així com pastor mennonita. Estudià teologia i exercí el seu magisteri a les comunitats de Bolsward i Deventer. Entre 1834 i 1858 va traduir al frisó l'Evangeli segons Mateu i posà les bases d'una ortografia del frisó occidental. També va escriure dos articles sobre el Renaixement frisó i un altres sobre Gysbert Japicx (Hulde aan Gijsbert Gysbert).
Juntament amb els seus germans Eeltsje i Tsjalling Hiddes Halbertsma foren els impulsors de la literatura frisona moderna (De Fryske beweging), i els primers a combinar el romanticisme amb els contes populars frisons. La seva col·lecció Rimen en Teltsjes (Poemes i contes) és encara avui un clàssic del frisó occidental. El 1822 va aparèixer per primera vegada en la col·lecció de cançons frisones De Lapekoer fen Gabe Scroar.

## Obres
- Rimen en Teltsjes,
- Hulde oan Gysbert Japiks, 2 volums, 1824-1826
- Letterkundige Naoogst I, 1840 96-298
- It Evangeelje fen Matthewes oersetten yn it Lânfrysk (1857)
- Het Heksershol
- Biografies de Salverda i R. Posthumus
- Kent Gij Halbertsma van Deventer?
- Lexicon Frisicum, A-Feer, 1872